# Валпургиева нощ
Валпургиева нощ (Walpurgisnacht на немски и нидерландски, valborgsmässoafton на шведски, или Valborg на фински, volbriöö на естонски, valpurgijos naktis на литовски, Valpurģu nakts или Valpurģi на латвийски, čarodějnice или Valpuržina noc на чешки, chódotypalenje на долнолужицки, chodojtypalenje на горнолужицки и Valpurga nokto на есперанто) е празник, празнуван в нощта на 30 април срещу 1 май в Германия, Финландия, Швеция.

## Произход
Честването е в името на света Валбурга (позната в Скандинавия като „Валбори“ (Valborg), алтернативни форми: Валпургис (Walpurgis), Веалдбург (Wealdburg), Валдербургер (Valderburger)), родена във Уесекс през 710 г. Тя е племенница на свети Бонифаций, а според легендата и дъщеря на саксонския принц свети Ричард. Заедно със своите братя достига до Франкония, Германия. Решава да стане монахиня и заживява в манастира в Хейденхайм, основан от нейния брат Вунибалд. Валбурга умира на 25 февруари 779 г. и този ден все още носи името ѝ в католическия календар. Канонизирана е за светица на 1 май същата година и това е датата, която носи нейното име в шведския календар.
Исторически погледнато Валпургиевата нощ е възникнала като приемственост на обичаите по посрещането на пролетта в езичеството. Празнуването включва паленето на гигантски огньове в името на настъпващата пролет. Оригинално древните викингски обичаи на плодородието са били провеждани около 30 април и поради съвпадението на канонизирането на Валбори, празненствата приемат нова форма. Почитането на Валбори със силата на викингските обичаи по посрещането на пролетта е възприето и на други места в Европа. Двата празника се смесват в единно цяло, което днес се нарича Валпургиева нощ.
А в германската средновековна митология Валпургиевата нощ е празник на вещиците, които заедно с други нечисти сили (великото сборище) се събират на деня на света Валпургия на връх Брокен в планината Харц и се опитват да попречат на идването на пролетта.

## Валпургиева нощ в литературата
Мнозина автори са описали Валпугиевата нощ в произведенията си.
- Гьоте във Фауст
- Михаил Булгаков в Майстора и Маргарита
- Венедикт Ерофеев в пиесата си „Валпургиева нощ“.